# غريغوريو لوبيز
غريغوريو لوبيز (بالإسبانية: Gregorio López)‏ (29 أغسطس 1951 في إسبانيا - 8 يونيو 1987) هو لاعب كرة يد إسباني. شارك في الألعاب الأولمبية الصيفية 1980.

## وصلات خارجية
- غريغوريو لوبيز على موقع أوليمبيديا (الإنجليزية)